# 24: Live Another Day
24: Live Another Day (títulado no Brasil 24: Viva Um Novo Dia) é uma minissérie especial composta por 12 episódios que estreou em 5 de maio de 2014 no canal norte-americano Fox, em 6 de maio no Brasil na Fox e estreou em 20 de julho na Rede Globo. Situada quatro anos após os acontecimentos da 8 ª temporada da série 24 Horas, ela vagamente adere ao conceito de tempo real: enquanto ainda cobre os eventos de um período de 24, com cada episódio equivalendo a uma hora, há saltos na sequência de tempo entre certos episódios.

## Sinopse
Sucedendo ao dia 8, quatro anos se passaram. Tornando-se um fugitivo da justiça dos EUA, e fugindo da captura, Jack Bauer se refugia em Londres. Agora em exílio, ele mais do que nunca está disposto a arriscar sua vida e liberdade para impedir outro desastre global. Enquanto isso, a melhor amiga e confidente de Jack, Chloe O'Brian, tem ajudado e encorajado o fugitivo federal.
Situada e filmada em Londres, a nova temporada segue as façanhas do heróico agente Jack Bauer. Trabalhando para localizar Jack estão: o chefe da CIA Steve Navarro (Benjamin Bratt); a agente da CIA Kate Morgan (Yvonne Strahovski), que é igualmente cheia de recursos e implacável; Jordan Reed (Giles Matthey), um inteligente e sofisticado técnico em computação da CIA; e Erik Ritter (Gbenga Akinnagbe), um perspicaz, forte e arrogante agente de campo.
Quem toma as decisões é James Heller (William Devane), agora presidente dos Estados Unidos. Heller tem ao seu lado o Chefe de Estado Mark Boudreau (Tate Donovan), que é casado com a filha de Heller, a ex de Jack, Audrey (Kim Raver). Enquanto isso, uma endurecida Chloe O'Brian (Mary Lynn Rajskub), braço-direito de Bauer na UCT, está agora trabalhando às ocultas com um hacker de alto padrão, Adrian Cross (Michael Wincott).

## Elenco
- Kiefer Sutherland como Jack Bauer - Um ex-agente da UCT (Unidade Contra Terrorismo), que é extremamente competente e experiente em operações de campo tático, e altamente bem sucedido na obtenção de resultados. Como Jack continua a ser o grande responsável pela prevenção de vários ataques terroristas nos Estados Unidos e no exterior, sua vida (e ele próprio) sofre um grande custo pessoal e é profundamente afetada pelas ações que ele toma. Essas ações incluem o uso freqüente de tortura e morte, muitas vezes por causa de traições que resultaram na orientação das pessoas próximas a Jack.
- Mary Lynn Rajskub como Chloe O'Brian - Uma analista de sistemas brilhante que é leal a Jack, e por ele é disposta a arriscar seu trabalho e liberdade, a fim de ir junto com sua mentalidade de "os fins justificam os meios ". Chloe foi visto pela última vez como Diretora Interina da UCT. Em uma cena estendida do 8ª temporada (somente na versão para DVD), ela é vista sendo presa pelo FBI em sua casa por ajudar Jack a escapar das autoridades.
- Kim Raver como Audrey Raines - Uma mulher comprometida e apaixonada com um passado trágico, que se apaixonou por Jack. Ela foi vista pela última vez nas cenas finais da 6 ª temporada, quando Jack percebeu que tinha que dizer adeus a uma Audrey catatônica. Atualmente, ela está casada com o chefe de gabinete de seu pai de equipe, Mark Boudreau.
- William Devane como Presidente James Heller - Atuou como Secretário de Defesa dos Estados Unidos e também é pai de Audrey. Quando visto pela última vez, Heller convenceu Jack deixar a Audrey sozinha depois que ele o viu como uma ameaça ao seu bem-estar.
- Michael Wincott como Adrian Cross - Um "hacker de infame", um hacker carismático e um líder do movimento de informação livre.
- Gbenga Akinnagbe como Erik Ritter - Um afiado, arrogante, ambicioso e forte agente de campo da CIA.
- Giles Matthey como Jordan Reed - Um inteligente e sofisticado técnico de computadores da CIA.
- Yvonne Strahovski como Kate Morgan - Uma brilhante, porém impulsiva agente de campo da CIA em Londres.
- Benjamin Bratt como Steve Navarro - O chefe de operações da CIA em que está rastreando Jack Bauer em Londres.
- Tate Donovan como Mark Boudreau - Chefe de Gabinete da Casa Branca, e também o marido de Audrey Raines.
- Stephen Fry como Trevor Davies - O Primeiro-Ministro britânico. Um líder forte e carismático cuja amizade com o presidente Heller está sob enorme pressão por causa de crises pessoais e políticas.
- Colin Salmon como General Coburn - Um homem inteligente, poderoso e extremamente leal que não mede esforços em cumprir seu dever com seu país, não importando o nível de dificuldade.
- Michelle Fairley como Margot Al-Harazi - Uma cidadã britânica e viúva de um conhecido terrorista.
- John Boyega como técnico de computador que voa drones para os militares.

## Produção
Em maio de 2013, Deadline.com informou que a Fox estava considerando uma minissérie especial para 24 Horas baseada no conceito desenvolvido originalmente por Howard Gordon, após uma tentativa frustrada de se produzir um longa-metragem de 24 Horas, além do cancelamento da série Touch estrelada por Kiefer Sutherland. David Fury confirmou no Twitter que também estaria envolvido no projeto, e desempenharia "função dupla" devido a seu trabalho em Tyrant, outra série também de autoria de Gordon. Na semana seguinte, a Fox anunciou oficialmente 24: Live Another Day, uma minissérie especial em doze episódios (2 horas resumidas em 1 por episódio) que apresentaria o retorno de Jack Bauer. O CEO da Fox Kevin Reilly disse que a série, essencialmente, representam as doze horas "mais importantes" de uma temporada típica de 24 Horas, com saltos na sequência de narraçãoconforme necessário. Assim como em toda programação "de evento" da Fox, a produção terá "um grande alcance e elenco e equipe criativa de primeira linha, e orçamentos top de marketing".
No comunicado de imprensa, Gordon disse:
"Jack Bauer sempre foi um personagem emocionante, e confesso que tenho saudades dele. Acho que o público tem também. O personagem tem evoluído ao longo dos anos, e este formato novo e excitante série de eventos é perfeito para dizer o próximo capítulo de sua história e continuam a refletir a forma como o mundo está mudando. Os fãs podem ter certeza que o Jack que conhecemos e amamos estará de volta."
Kiefer Sutherland, que foi confirmado como produtor executivo e estrela da nova série, acrescentou:
"A resposta a 24 é diferente de tudo que eu já experimentei como ator antes. A oportunidade de se reunir com o personagem, Jack Bauer, é como encontrar um amigo perdido. As idéias da história de Howard Gordon são emocionantes e totalmente novas, e não irá decepcionar. Agradeço muito à 20th Century Fox Television e à rede Fox por esta oportunidade. Não se engane, meu objetivo é bater o seu recorde. Até logo."
Em junho de 2013, foi anunciado que Jon Cassar foi contratado como produtor executivo e diretor de 24: Live Another Day, dirigindo seis dos doze episódios . Os produtores executivos e roteiristas Robert Cochran, Manny Coto e Evan Katz também retornam. Gordon, Katz, e Coto servirão como co-diretores. Sean Callery retorna como o compositor de música para a série. O processo de escrita começou em 1 º de julho de 2013 com David Fury lançando o primeiro episódio , que foi provisoriamente intitulado " 6:30 - 07:30 ". O enredo do temporada começa e termina às 12:00 horas, e é referido como o "Dia 9". Em 11 de julho de 2013 o produtor executivo Brian Grazer anunciou em uma entrevista que 24: Live Another Day "seria uma série limitada que, então, giraria de fora para dentro de si uma série. O estúdio da Fox está fazendo isso, e estamos totalmente entusiasmados". Em outubro de 2013, confirmou-se que a série seria definida e filmada em Londres. A pré-produção e locações por parte do staff, incluindo Jon Cassar , teve início em novembro de 2013. Os escritórios de produção para viver mais um dia foram baseados no Edifício Gillette no oeste de Londres, anteriormente utilizado para filmes como Red 2. A produção começou em 6 de janeiro de 2014 com as filmagens de um vídeo promocional, sendo elas Foram divulgadas em 22 de janeiro de 2014. As filmagens iniciais da série inciaram-se em 26 de janeiro . O primeiro teaser para o show foi ao ar em 22 de janeiro, 2014, mas não apresentou qualquer novo material. O primeiro trailer norte-americano foi intitulado "Street Chaos" (ou Rua do Caos), e seguido de quatro teasers de 10 segundos apresentados durante o Super Bowl XLVIII em 2 de fevereiro de 2014. A filmagem mostra Jack Bauer ajudando Chloe O'Brian a escapar de um massacre recente em Londres e disparando uma arma enquanto grita com alguém fora da tela. A primeira imagem promocional da série foi revelado em # 1300 da Entertainment Weekly em 20 de fevereiro de 2014.

## Escalação de Elenco
Kiefer Sutherland foi imediatamente escalado como Jack Bauer em 13 de maio de 2013. Em agosto de 2013 anunciaram que Mary Lynn Rajskub reprisaria seu papel como Chloe O'Brian sendo esta a segunda escalação oficial de elenco. Em outubro de 2013, foi confirmado que Kim Raver e William Devane também reprisariam seus papéis como Audrey Raines e James Heller, respectivamente. Em 19 de novembro de 2013, foi anunciado que o ator veterano Michael Wincott se juntara ao elenco no papel de Adrian Cross, um hacker infame. Em 14 de dezembro de 2013, David Fury postou um par de tweets sugerindo que Carlos Bernard poderia voltar para interpretar Tony Almeida. Em 19 de dezembro de 2013, foi anunciado que Michelle Fairley havia se juntado ao elenco no papel da viúva britânica Margot Al-Harazi que fora casada com um conhecido terrorista.  Em 20 de dezembro de 2013, Gbenga Akinnagbe e Giles Matthey foram escalados para personagens regulares na série, interpretando respectivamente os agentes da CIA Erik Ritter e Jordan Reed. Em 10 de janeiro de 2014, Duncan Pow e Joseph Millson foram escalados em papéis não especificados. Em 13 de janeiro de 2014, em um painel de discussão foi anunciado que Yvonne Strahovski viveria a agente da CIA Kate Morgan. Já em 15 de janeiro, Benjamin Bratt foi escalado como Steve Navarro, o chefe de operações da CIA que  rastrearia Jack Bauer em Londres. Em 21 de janeiro, Tate Donovan foi escalado como Chefe do Estado-Maior de Heller e marido de Audrey Raines. Em 24 de janeiro, Stephen Fry foi escolhido como o primeiro-ministro britânico. E no mesmo dia, Charles Furness, um ator relativamente desconhecido, foi escalado para uma "pequena participação especial". Em 26 de janeiro, Ross McCall revelou que atuaria na minissérie por convite de Jon Cassar. Em 27 de janeiro, John Boyega foi escalado como um técnico de computador que voa drones para os militares. Em 28 de janeiro, Mandeep Dhillon foi escalado para um papel até então não especificado. Em 3 de fevereiro, Colin Salmon foi escalado como General Coburn. No entanto, em 4 de fevereiro de 2014, foi anunciado que Judy Davis tinha deixado a série por "questões familiares e pessoais". O papel foi reformulado para a atriz Michelle Fairley em 11 de Fevereiro. Em 5 de fevereiro, Branko Tomović foi escalado para um papel não especificado. Em 7 de fevereiro, Tamer Hassan foi escalado também para um papel não especificado.

## Episódios
| Série # | Título             | Diretor       | Roteirista(s)                     | Exibição            | Audiência EUA (milhões) |
| --- | ------------------ | ------------- | --------------------------------- | ------------------- | ----------------------- |
| 1 | "Day 9: 11h – 12h" | Jon Cassar    | Evan Katz & Manny Coto            | 5 de maio de 2014   | 8.08                    |
| Jack Bauer está foragido há 4 anos, por conta dos acontecimentos na Rússia, até ser capturado pelo escritório da CIA em Londres no dia em que o presidente James Heller (que acabou de descobrir o Alzheimer) está para fechar um acordo de cooperação militar com os britânicos que envolve o uso de drones em ações militares. A agente da CIA Kate Morgan será dispensada no fim de semana, mesmo tendo sido inocentada no caso em que o marido dela foi preso por vender segredos militares aos chineses; e para se provar pela última vez começa a estudar cada movimento de Jack desde a fuga "sem rumo" até a captura e não tarda a descobrir que ele queria estar naquele prédio em Londres para libertar Chloe O'Brien das mãos da Atividades Especiais. O Chefe de Gabinete do presidente, Mark Boudreau, está casado com Audrey Heller (antigo amor de Jack) e faz de tudo para manter a prisão dele longe do conhecimento dela e do presidente Heller. Após ser dispensada da CIA pelo chefe Steve Navarro, Kate tenta impedir a fuga de Jack e Chloe, mas Bauer tem a ajuda de Belcheck e conseguem ir embora; Kate consegue ser readmitida e colocada no caso Bauer. No Afeganistão, o tenente Chris Tanner opera drones que ajudam em operações e, logo após o superior dele que está em campo não deixá-lo ter folga, alguém invade o sistema e dispara um míssil contra o comboio matando quatro pessoas, entre elas, dois britânicos. E diz "está feito". |                    |               |                                   |                     |                         |
| 2 | "Day 9: 12h – 13h" | Jon Cassar    | Robert Cochran & David Fury       | 5 de maio de 2014   | 8.08                    |
| Chloe agora faz parte de uma organização que divulga arquivos secretos do governo dos EUA, a Arquivos Abertos, chefiada pelo hacker Adrian Cruz. Jack está ali para pegar um ex-integrante do grupo, Derrik Yates, pois tudo leva a crer que ele irá matar o presidente Heller, logo se descobre que foi Yates quem invadiu o sistema do exército e atacou um comboio no Afeganistão. O tenente Chris Tanner é interrogado sobre o incidente e pede que a chave de segurança seja analisada, mas o oficial diz que a chave foi analisada três vezes e a ordem para o drone partiu da mesa de comando de Tanner. Quando Heller vai dar a notícia ao primeiro-ministro Alastair Davies que dois dos quatro mortos eram britânicos, ele a recebe antes. Heller quer discursar no Parlamento para homenagear os quatro mortos e defender o sistema de drones, mas Mark acha que é uma má ideia enquanto Audrey apoia, mas no ensaio o Alzheimer do presidente o faz esquecer o nome de um dos britânicos. Kate convence Navarro a colocá-la em campo de novo para recapturar Bauer, que escapou dela mais cedo; Navarro aprova e a coloca na equipe do linha-dura Erik Ritter. Adrian localiza Yates sob a proteção de um narcotraficante; Bauer e Chloe vão atrás dele. Yates conversa com Margot Al-Harazi a mentora do ataque que comprará o sistema de invasão virtual desenvolvido por ele. Quando Jack invade o apartamento, Yates diz para sua namorada, a bobinha Simone, que não terá como encontrar a compradora e venderá para outra pessoa. A equipe de Kate para Yates e Simone, pergunta por Bauer e os liberam no momento em que Jack sai do edifício dizendo "detenham aquele homem, ele é o responsável!". Com a ajuda de Chloe foge mais uma vez da CIA. Simone mata Yates num banheiro, pega a maleta com o programa e liga para Margot, que na verdade é mãe dela dizendo que "ele ia vender para outro". |                    |               |                                   |                     |                         |
| 3 | "Day 9: 13h – 14h" | Adam Kane     | Sang Kyu Kim & Patrick Somerville | 12 de maio de 2014  | 6.48                    |
| 4 | "Day 9: 14h – 15h" | Adam Kane     | Patrick Harbinson                 | 19 de maio de 2014  | 5.72                    |
| 5 | "Day 9: 15h – 16h" | Omar Madha    | Sang Kyu Kim & Patrick Somerville | 26 de maio de 2014  | 5.71                    |
| 6 | "Day 9: 16h – 17h" | Omar Madha    | David Fury                        | 2 de junho de 2014  | 6.24                    |
| 7 | "Day 9: 17h – 18h" | Jon Cassar    | Tony Basgallop                    | 9 de junho de 2014  | 6.28                    |
| 8 | "Day 9: 18h – 19h" | Jon Cassar    | Robert Cochran                    | 16 de junho de 2014 | 6.18                    |
| 9 | "Day 9: 19h – 20h" | Milan Cheylov | Joel Surnow & Robert Cochran      | 23 de junho de 2014 | 5.71                    |
| 10 | "Day 9: 20h – 21h" | Milan Cheylov | Joel Surnow & Robert Cochran      | 30 de junho de 2014 | ASA                     |
| 11 | "Day 9: 21h – 22h" | Jon Cassar    | Joel Surnow & Robert Cochran      | 7 de julho de 2014  | ASA                     |
| 12 | "Day 9: 22h – 23h" | ASD           | ASD                               | 14 de julho de 2014 | ASA                     |